# Dwukropek
Dwukropek ( : ) – znak interpunkcyjny w postaci dwóch umiejscowionych jedna nad drugą kropek (:), stosowany w środku zdania. Dwukropek jest znakiem zapowiadającym nową treść, np. przytoczenie czyjejś mowy, wymienianie terminów, tytułów, obcych zwrotów, wyliczenie osób lub przedmiotów, wprowadzonych zbiorowo – w formie ogólnej – w poprzedniej frazie. Kiedy to możliwe, należy unikać używania dwóch dwukropków w jednym wypowiedzeniu.
Dwukropka używa się m.in.:
- aby wyliczyć różne elementy, np.
Ten pan lubi następujące zespoły rockowe: The Doors, Led Zeppelin i King Crimson.
- aby wymienić składniki podmiotu szeregowego, np.
W koszu znajdują się: gruszka, jabłko i śliwki.
- jako element poprzedzający cytowaną wypowiedź (w polskiej interpunkcji), np.
Powiedziała z obrzydzeniem: „Co ty mi tutaj pokazujesz?!”
- aby oddzielić od zdania nadrzędnego uzupełniające je zdanie podrzędne, wówczas może zastąpić spójnik, np.

Niedźwiedzie, według zoologów, jednak nie mogą latać: nie mają skrzydeł. (Zamiast: ...nie mogą latać, ponieważ nie mają skrzydeł.)
W języku polskim przed dwukropkiem nie stawia się spacji. W języku francuskim dwukropek otoczony jest dwiema spacjami (podobnie znak zapytania, wykrzyknik i średnik), np. Entre autres :
W języku polskim, podobnie jak w większości języków, w tym w brytyjskiej odmianie języka angielskiego, zdanie podrzędne następujące po dwukropku rozpoczyna się małą literą. W amerykańskim angielskim nie jest to regułą – w zależności od zwyczajów przyjętych w danym wydawnictwie, następująca po dwukropku niezależna myśl może być rozpoczęta wielką literą.
W języku niemieckim wielka litera stosowana jest w każdym zdaniu podrzędnym następującym po dwukropku. W języku niderlandzkim wielką literą rozpoczyna się każdy następujący po dwukropku cytat, nawet gdy nie stanowi on zdania.

## Dwukropek w informatyce
W informatyce dwukropek stosuje się, w szczególności w programowaniu, jako:
- część operatora warunkowego, tzw. ternarnego, rodzielający wyrażenia wariantowe, tzn. warunek ? wyr1 : wyr2; np. w języku C, C++, Java, C#, Perl i Ruby;
- element specyfikacji zakresu, tzn. wartość_początkowa:wartość_końcowa, np. w języku Fortran, Python, S-Lang, Matlab, Icon, Snobol;
- symbol rozdzielający etykietę od instrukcji, tzn. etykieta: instrukcja, np. Pascal;
- symbol specyfikacji atrybutów w deklaracji, np. Pascal;
- separator instrukcji, np. Visual Basic;
- część symbolu przypisania, tzn. :=; np. Pascal, Modula 2; lub operatora przypisania, np. Icon, Clipper, PL/M;
- specyfikator formatu wyprowadzenia danej, np. Pascal − procedura write(Liczba:10);;
- specyfikator adresu bezwzględnego, tzn. segment:przesunięcie, np. Pascal;
- operator – instrukcja – definicji nowego operatora w języku Forth, np. : idf ... treść definicji ... ;;
- specyfikator instrukcji skoku w języku Snobol;
- desygnator klasy – podwójny dwukropek: ::; np. C++;
- specyfiator symbolu napędu, w systemach operacyjnych jak CP/M, DOS, Windows, np. A:;
- specyfikator protokołu w adresie internetowym, np. http:, ftp:, gopher:.

W Unikodzie dwukropek występuje w wersji:
| Znak | Unicode | Kod HTML         | Nazwa unikodowa | Nazwa polska |
| ---- | ------- | ---------------- | --------------- | ------------ |
| :    | U+003A  | &#x3A; lub &#58; | COLON           | dwukropek    |

## Ratio
- Do zapisu skal czy dzielenia w matematyce można użyć też innego podobnego znaku z Unikodu 1.1 U+2236 ∶ RATIO.